# Estefania García
Estefania Priscila García Mendoza (Portoviejo, 13 de maig de 1988) és una esportista equatoriana que competeix en judo, guanyadora d'una medalla als Jocs Panamericans de 2015, i tres medalles al Campionat Panamericà de Judo entre els anys 2012 i 2016.

## Palmarès internacional
| Jocs Panamericans    | Jocs Panamericans    | Jocs Panamericans | Jocs Panamericans |
| Any                  | Lloc                 | Medalla           | Categoria         |
| -------------------- | -------------------- | ----------------- | ----------------- |
| 2015                 | Toronto ( Canadà)    | 1                 | –63 kg            |
| Campionat Panamericà |                      |                   |                   |
| Any                  | Lloc                 | Medalla           | Categoria         |
| 2012                 | Mont-real ( Canadà)  | 2                 | –63 kg            |
| 2014                 | Guayaquil ( Equador) | 2                 | –63 kg            |
| 2016                 | l'Havana ( Cuba)     | 3                 | –63 kg            |